# Уго Кампаньяро
Уго Кампаньяро (ісп. Hugo Campagnaro, нар. 27 червня 1980, Кордова) — аргентинський футболіст, захисник клубу «Пескара» та національної збірної Аргентини.

## Клубна кар'єра
Вихованець юнацьких команд футбольних клубів «Коронел Байгоррія» та «Депортіво Морон».
У дорослому футболі дебютував 1998 року виступами за нижчоліговий «Депортіво Морон», в якому провів чотири сезони, взявши участь у 103 матчах чемпіонату.
Своєю грою за цю команду привернув увагу представників тренерського штабу італійської «П'яченци», до складу якої приєднався влітку 2002 року. Проте спочатку не став основним гравцем команди, і лише після того як клуб покинув Серію А в кінці сезону, Кампаньяро став основним гравцем захисту «вовків», з якими і провів у Серії В чотири повних сезони
Влітку 2007 року уклав контракт з «Сампдорією», у складі якої провів наступні два роки своєї кар'єри гравця і дебютував у єврокубках.
До складу клубу «Наполі» приєднався 10 липня 2009 року, з цією командою виграв перший в кар'єрі трофей — Кубок Італії в 2012 році. Відіграв за неаполітанську команду 118 матчів в національному чемпіонаті.
6 липня 2013 року 33-річний гравець уклав дворічний контракт з міланським «Інтернаціонале».

## Виступи за збірну
29 лютого 2012 року у віці 31 року дебютував в офіційних матчах у складі національної збірної Аргентини у товариській грі проти збірної Швейцарії. Наразі провів у формі головної команди країни 17 матчів.

## Статистика виступів
Статистика станом на 27 січня 2013

### Статистика клубних виступів
| Сезон                       | Команда                     | Чемпіонат                   | Чемпіонат | Чемпіонат | Національний кубок | Національний кубок | Національний кубок | Континентальні кубки | Континентальні кубки | Континентальні кубки | Інші змагання | Інші змагання | Інші змагання | Усього | Усього |
| Сезон                       | Команда                     | Ліга                        | Ігор      | Голів     | Ліга               | Ігор               | Голів              | Ліга                 | Ігор                 | Голів                | Ліга          | Ігор          | Голів         | Ігор   | Голів  |
| --------------------------- | --------------------------- | --------------------------- | --------- | --------- | ------------------ | ------------------ | ------------------ | -------------------- | -------------------- | -------------------- | ------------- | ------------- | ------------- | ------ | ------ |
| 1998-99                     | «Депортіво Морон»           | 2Д                          | 2         | 0         | —                  | —                  | —                  | —                    | —                    | —                    | —             | —             | —             | 2      | 0      |
| 1999-00                     | «Депортіво Морон»           | 2Д                          | 28        | 0         | —                  | —                  | —                  | —                    | —                    | —                    | —             | —             | —             | 28     | 0      |
| 2000-01                     | «Депортіво Морон»           | ЗД                          | 31        | 1         | —                  | —                  | —                  | —                    | —                    | —                    | —             | —             | —             | 31     | 1      |
| 2001-02                     | «Депортіво Морон»           | ЗД                          | 42        | 5         | —                  | —                  | —                  | —                    | —                    | —                    | —             | —             | —             | 42     | 5      |
| Усього за «Депортіво Морон» | Усього за «Депортіво Морон» | Усього за «Депортіво Морон» | 103       | 6         |                    | —                  | —                  |                      | —                    | —                    |               | —             | —             | 103    | 6      |
| 2002-03                     | «П'яченца»                  | A                           | 12        | 2         | КІ                 | 4                  | 0                  | —                    | —                    | —                    | —             | —             | —             | 16     | 2      |
| 2003-04                     | «П'яченца»                  | B                           | 22        | 2         | КІ                 | 1                  | 0                  | —                    | —                    | —                    | —             | —             | —             | 23     | 2      |
| 2004-05                     | «П'яченца»                  | B                           | 34        | 3         | КІ                 | 3                  | 1                  | —                    | —                    | —                    | —             | —             | —             | 37     | 4      |
| 2005-06                     | «П'яченца»                  | B                           | 31        | 2         | КІ                 | 3                  | 0                  | —                    | —                    | —                    | —             | —             | —             | 34     | 2      |
| 2006-07                     | «П'яченца»                  | B                           | 28        | 1         | —                  | —                  | —                  | —                    | —                    | —                    | —             | —             | —             | 28     | 1      |
| Усього за «П'яченцу»        | Усього за «П'яченцу»        | Усього за «П'яченцу»        | 127       | 10        |                    | 11                 | 1                  |                      | —                    | —                    |               | —             | —             | 138    | 11     |
| 2007-08                     | «Сампдорія»                 | A                           | 22        | 0         | КІ                 | 3                  | 0                  | I+КУЄФА              | 2+4                  | 0+1                  | —             | —             | —             | 31     | 1      |
| 2008-09                     | «Сампдорія»                 | A                           | 16        | 1         | КІ                 | 3                  | 0                  | КУЄФА                | 4                    | 0                    | —             | —             | —             | 23     | 1      |
| Усього за «Сампдорію»       | Усього за «Сампдорію»       | Усього за «Сампдорію»       | 38        | 1         |                    | 6                  | 0                  |                      | 10                   | 1                    |               | —             | —             | 54     | 2      |
| 2009-10                     | «Наполі»                    | A                           | 28        | 1         | КІ                 | 2                  | 0                  | —                    | —                    | —                    | —             | —             | —             | 30     | 1      |
| 2010-11                     | «Наполі»                    | A                           | 31        | 0         | КІ                 | 1                  | 0                  | ЛЄ                   | 7                    | 0                    | —             | —             | —             | 39     | 0      |
| 2011-12                     | «Наполі»                    | A                           | 31        | 2         | КІ                 | 4                  | 0                  | ЛЧ                   | 8                    | 0                    | —             | —             | —             | 43     | 2      |
| 2012-13                     | «Наполі»                    | A                           | 19        | 0         | КІ                 | 1                  | 0                  | ЛЄ                   | 1                    | 0                    | СІ            | 1             | 0             | 22     | 0      |
| Усього за «Наполі»          | Усього за «Наполі»          | Усього за «Наполі»          | 109       | 3         |                    | 8                  | 0                  |                      | 16                   | 0                    |               | 1             | 0             | 134    | 3      |
| Усього за кар'єру           | Усього за кар'єру           | Усього за кар'єру           | 377       | 20        |                    | 25                 | 1                  |                      | 26                   | 1                    |               | 1             | 0             | 429    | 22     |

### Статистика виступів за збірну
| Дата       | Місто              | Господарі | Результат | Гості                | Турнір            | Голи | Примітки |
| ---------- | ------------------ | --------- | --------- | -------------------- | ----------------- | ---- | -------- |
| 29/02/2012 | Берн               | Швейцарія | 1 – 3     | Аргентина            | товариський матч  | -    |          |
| 09/06/2012 | Іст-Резерфорд      | Аргентина | 4 – 3     | Бразилія             | товариський матч  | -    |          |
| 15/08/2012 | Франкфурт-на-Майні | Німеччина | 1 – 3     | Аргентина            | товариський матч  | -    |          |
| 07/09/2012 | Кордова            | Аргентина | 3 – 1     | Парагвай             | Відбір до ЧС 2014 | -    |          |
| 11/09/2012 | Ліма               | Перу      | 1 – 1     | Аргентина            | Відбір до ЧС 2014 | -    |          |
| 12/10/2012 | Мендоса            | Аргентина | 3 – 0     | Уругвай              | Відбір до ЧС 2014 | -    |          |
| 16/10/2012 | Сантьяго           | Чилі      | 1 – 2     | Аргентина            | Відбір до ЧС 2014 | -    |          |
| 06/02/2013 | Стокгольм          | Швеція    | 2 – 3     | Аргентина            | товариський матч  | -    |          |
| 26/03/2013 | Ла-Пас             | Болівія   | 1 – 1     | Аргентина            | Відбір до ЧС 2014 | -    |          |
| 14/06/2013 | Гватемала          | Гватемала | 0 – 4     | Аргентина            | товариський матч  | -    |          |
| 14/08/2013 | Рим                | Італія    | 1 – 2     | Аргентина            | товариський матч  | -    |          |
| 10/09/2013 | Асунсьйон          | Парагвай  | 2 – 5     | Аргентина            | Відбір до ЧС 2014 | -    |          |
| 15/10/2013 | Монтевідео         | Уругвай   | 3 – 2     | Аргентина            | Відбір до ЧС 2014 | -    |          |
| 04/06/2014 | Буенос-Айрес       | Аргентина | 3 – 0     | Тринідад і Тобаго    | товариський матч  | -    |          |
| 07/06/2014 | Ла-Плата           | Аргентина | 2 – 0     | Словенія             | товариський матч  | -    |          |
| 15/06/2014 | Ріо-де-Жанейро     | Аргентина | 2 – 1     | Боснія і Герцеговина | ЧС 2014           | -    |          |
| 03/09/2014 | Дюссельдорф        | Німеччина | 2 – 4     | Аргентина            | товариський матч  | -    |          |
| Усього     |                    | Матчів    | 17        |                      | Голів             | 0    |          |

## Досягнення
- Володар Кубка Італії:

«Наполі»: 2012
- Віце-чемпіон світу: 2014